# اچ‌دی ۷۳۵۳۴
اچ‌دی ۷۳۵۳۴ یک ستاره است که در صورت فلکی خرچنگ قرار دارد.